# Bob Anderson
Robert Anderson, conegut com a Bob Anderson   (Hendon, 19 de maig de 1931 - Northampton General Hospital, 14 d'agost de 1967), va ser un pilot de curses automobilístiques anglès que va arribar a disputar curses de Fórmula 1. Es va morir de les ferides rebudes en un accident a una cursa al circuit de Silverstone el 14 d'agost del 1967.

## Al Mundial de motociclisme
Anderson va disputar entre 1958 i 1960 quinze curses (assolí 3 podis i 40 punts) del Campionat del Món de motociclisme.

### Resultats al Mundial de motociclisme
Barem de puntuació de 1950 a 1968:
| Posició | 1 | 2 | 3 | 4 | 5 | 6 |
| Punts   | 8 | 6 | 4 | 3 | 2 | 1 |

(Ids. Grans Premis | Llegenda) (Curses en negreta indiquen pole; curses en  itàlica indiquen volta ràpida)
| Any  | Categoria | Equip  | 1     | 2      | 3     | 4     | 5     | 6     | 7     | 8     | Punts | Posició | Victòries |
| ---- | --------- | ------ | ----- | ------ | ----- | ----- | ----- | ----- | ----- | ----- | ----- | ------- | --------- |
| 1958 | 350cc     | Norton | IOM 8 | DTT -  | BEL - | GER 5 | SWE 2 | ULS - | NAT 4 |       | 11    | 5è      | 0         |
| 1958 | 500cc     | Norton | IOM 2 | DTT -  | BEL 6 | GER - | SWE - | ULS - | NAT - |       | 7     | 8è      | 0         |
| 1959 | 350cc     | Norton | FRA 4 | IOM 5  | GER - |       |       | SWE - | ULS - | NAT - | 5     | 9è      | 0         |
| 1959 | 500cc     | Norton | FRA - | IOM NC | GER - | DTT - | BEL 6 |       | ULS - | NAT - | 1     | 15è     | 0         |
| 1960 | 125cc     | MZ     |       | IOM 5  | DTT - | BEL - |       | ULS - | NAT - |       | 2     | 9è      | 0         |
| 1960 | 250cc     | MZ     |       | IOM NC | DTT - | BEL - | GER - | ULS - | NAT - |       | 0     | -       | 0         |
| 1960 | 350cc     | Norton | FRA - | IOM 6  | DTT 3 |       |       | ULS 4 | NAT 5 |       | 9     | 5è      | 0         |
| 1960 | 500cc     | Norton | FRA - | IOM 8  | DTT - | BEL - | GER - | ULS - | NAT - |       | 0     | -       | 0         |

## A la F1
Bob Anderson va debutar a la cinquena cursa de la temporada 1963 (la catorzena temporada de la història) del campionat del món de la Fórmula 1, disputant el 20 de juliol del 1963 el GP de Gran Bretanya al circuit de Silverstone.
Va participar en un total de vint-i-nou proves puntuables pel campionat de la F1, disputades en cinc temporades consecutives (1963-1967), assolí un podi i sumà un total de vuit punts pel campionat del món de pilots.

### Resultats a la Fórmula 1
| Any  | Equip                 | Xassís  | Motor  | 1       | 2       | 3       | 4      | 5       | 6       | 7       | 8      | 9   | 10  | 11  | Posició | Punts |
| ---- | --------------------- | ------- | ------ | ------- | ------- | ------- | ------ | ------- | ------- | ------- | ------ | --- | --- | --- | ------- | ----- |
| 1963 | DW Racing Enterprises | Lola    | Climax | MON     | BEL     | HOL     | FRA    | GBR 12  | ALE     | ITA 12  | USA    | MEX | SUD |     | -       | 0     |
| 1964 | DW Racing Enterprises | Brabham | Climax | MON 7   | HOL 6   | BEL NVS | FRA 12 | GBR 7   | ALE Ret | AUT 3   | ITA 11 | USA | MEX |     | 11è     | 5     |
| 1965 | DW Racing Enterprises | Brabham | Climax | SUD NC  | MON 9   | BEL NVS | FRA 9  | GBR Ret | HOL Ret | ALE NVS | ITA    | USA | MEX |     | -       | 0     |
| 1966 | DW Racing Enterprises | Brabham | Climax | MON Ret | BEL     | FRA 7   | GBR NC | HOL Ret | ALE Ret | ITA 6   | USA    | MEX |     |     | 17è     | 1     |
| 1967 | DW Racing Enterprises | Brabham | Climax | SUD 5   | MON NVQ | HOL 9   | BEL 8  | FRA Ret | GBR Ret | ALE     | CAN    | ITA | USA | MEX | 16è     | 2     |

### Resum
| Curses: | Victòries: | Pòdiums: | Poles: | Voltes ràpides: | Punts: |
| ------- | ---------- | -------- | ------ | --------------- | ------ |
| 29      | 0          | 1        | 0      | 0               | 8      |